# 關雎
《關雎》是《詩經·國風·周南》的第一篇，是東周貴族男子思求淑女之詩。

## 原文
關關雎鳩，在河之洲。窈窕淑女，君子好逑。
參差荇菜，左右流之。窈窕淑女，寤寐求之。
求之不得，寤寐思服。悠哉悠哉，輾轉反側。
參差荇菜，左右采之。窈窕淑女，琴瑟友之。
參差荇菜，左右芼之。窈窕淑女，鐘鼓樂之。

## 語意

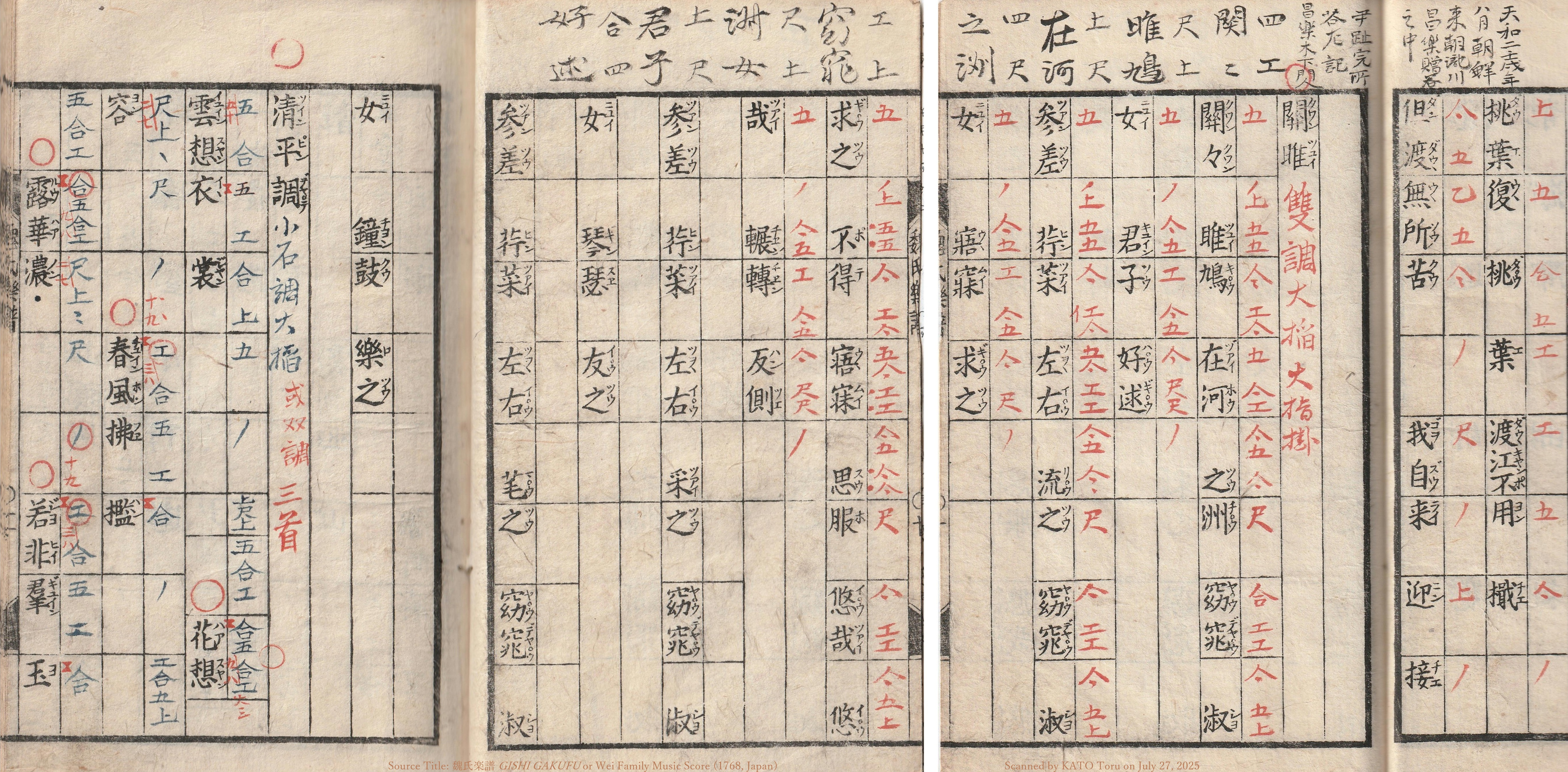
《魏氏樂譜》（1768年）所載明代樂曲〈關雎〉工尺譜

關關鳴叫的雎鳩（一說為水鳥，一說為魚鷹），在黃河中的沙洲（詩經中的「河」專指黃河）。美麗善良的女子，君子會求她結情侶。
長短不齊的荇菜，她用左手右手採。美麗善良的女子，我醒時、睡時都想追求她。追求不到，醒時、睡時都在思念她。相思是如此深長，翻來覆去睡不著。
長短不齊的荇菜，她用左手右手採。美麗善良的女子，我要彈琴撥瑟以親近她。長短不齊的荇菜，她用左手右手摘。美麗善良的女子，我要敲鐘擊鼓以娛樂她（一說為敲鐘擊鼓以迎娶她）。

## 相關成語
- 窈窕淑女：體態美好又有德性的女子
- 夢寐以求：形容願望強烈、迫切
- 輾轉反側：形容因心事而翻來覆去睡不著
- 琴瑟友之：祝賀結婚的賀辭
- 鐘鼓樂之：形容新人的結合為眾所祝福[3]

## 評價
- 孔子：「《關雎》樂而不淫，哀而不傷。」（《論語·八佾》）